# さいたま市立大宮西小学校
さいたま市立大宮西小学校（さいたましりつおおみやにししょうがっこう）は、埼玉県さいたま市西区にある日本の公立小学校。

## 所在地
- 埼玉県さいたま市西区三橋5-1359

## 沿革
- 1970年（昭和45年） 
  - 4月1日 - 大宮市立三橋小学校の一部を借用して授業を行う。柳田福太郎、初代校長に補せられる
  - 8月7日 - 校舎竣工（1期工事）
  - 11月4日 - 大宮市立西小学校の校章制定
- 1971年（昭和46年）
  - 2月23日 - 校舎竣工（2期工事）
  - 3月6日 - 大宮市立三橋小学校仮校舎より新校舎へ移転
  - 7月23日 - 校地拡張埋立工事完成
- 1972年（昭和47年）
  - 1月13日 - 校舎竣工（3期工事）
  - 3月6日 - 校旗と校歌の制定を記念し、開校記念日となる
  - 7月26日 - プール、増築校舎落成式挙行
- 1974年（昭和49年）
  - 3月31日 - 掲揚塔竣工
  - 4月1日 - 秋山公雄、第2代校長に補せられる
- 1976年（昭和51年）2月19日 - 新増築校舎竣工
- 1979年（昭和54年）
  - 4月1日 - 菊地義光、第3代校長に補せられる
  - 5月17日 - 体育館落成式挙行
- 1981年（昭和56年）4月1日 - 関根健、第4代校長に補せられる
- 1982年（昭和57年）2月15日 - 新増築校舎竣工（第3校舎）
- 1983年（昭和58年） - 同和教育研究指定校となる
- 1987年（昭和62年）4月1日 - 第5代校長に石川正夫
- 1989年（平成元年）
  - 4月1日 - 早川良作、第6代校長に補せられる
  - 11月7日 - 校庭改修工事完成
- 1991年（平成3年）4月1日 - 三枝暢、第7代校長に補せられる
- 1992年（平成4年）9月15日 - 第1校舎改修工事完成
- 1994年（平成6年）4月1日 - 松尾智之、第8代校長に補せられる
- 1996年（平成8年）9月30日 - コンピュータルーム完成
- 1997年（平成9年）4月1日 - 竹原桂子、第9代校長に補せられる
- 2001年（平成13年）
  - 4月1日 - 高橋正、第10代校長に補せられる
  - 5月1日 - 浦和市・大宮市・与野市の合併に伴い、さいたま市立大宮西小学校と改称
- 2004年（平成16年）4月1日 - 小川啓、第11代校長に補せられる
- 2008年（平成20年）
  - 3月17日 - 西っ子大橋交換工事
  - 4月1日 - 関根好幸、第12代校長に補せられる
- 2010年（平成22年）8月31日 - 第1校舎対震工事完成
- 2011年（平成23年）
  - 4月1日 - 第13代校長に野沢康久
  - 8月31日 - 第2校舎耐震工事完成
- 2013年（平成25年）4月1日 - 笹原秀之、第14代校長に補せられる
- 2015年（平成27年）2月22日 - 太陽光発電設備および蓄電池設置工事
- 2016年（平成28年）4月1日 - 関根正佳、第15代校長に補せられる